# Lijst van burgemeesters van Nibbixwoud
Dit is een lijst van burgemeesters van de voormalige Nederlandse gemeente Nibbixwoud in de provincie Noord-Holland. 

Per 1 januari 1979 werd Nibbixwoud toegevoegd aan de gemeente Wognum.
| Ambtsperiode                       | Naam burgemeester                     | Leven                               | Partij of stroming | Bijzonderheden |
| ---------------------------------- | ------------------------------------- | ----------------------------------- | ------------------ | --- |
| 1792 - 1817                        | Hendrik (H.) Zijp                     | 13 februari 1764 - 14 augustus 1826 |                    | Volledige naam: Henricus Zijp. Aansluitend burgemeester van Midwoud. Zoon van Jan Cornelisz Zijp, burgemeester van Stede Abbekerk te Twisk (ca.1752-1792). Broer van Maarten Zijp Jzn., burgemeester van Twisk. Vader van Klaas Zijp, burgemeester van Midwoud, en van Cornelis Zijp, burgemeester van Westwoud. |
| 3 april 1817 - 21 december 1843    | Hercules Berckhout                    |                                     |                    | Woonachtig te Hoorn. Tevens burgemeester van Zwaag en gemeentesecretaris van Nibbixwoud. |
| 10 februari 1844 - 13 mei 1852     | Cornelis Bennemeer                    |                                     |                    | Tevens gemeentesecretaris van Nibbixwoud tot 21 december 1848. |
| 14 mei 1852 - 8 mei 1856           | Pieter Winkel                         | 29 oktober 1801 - 8 mei 1856        |                    | Op enig moment ook burgemeester van Sijbekarspel. Bijnaam: "Pieter Almachtig". Zoon van Klaas Winkel (1769-1836) en broer van Klaas Winkel (1794-1831), beiden burgemeester van Sijbekarspel. Zowel zijn broer Jan als zijn zus Grietje waren getrouwd met kinderen van Maarten Zijp Jzn., burgemeester van Twisk. Grootvader van Jongejan Winkel (geb. ±1854). (via zijn zoon Klaas Winkel (geb. ±1827) en diens vrouw Geertje Posch). |
| 5 juli 1856 - september 1872       | Leendert Cornelis (L.C.) van Staveren |                                     |                    | In dezelfde periode tevens burgemeester van Sijbekarspel. |
| 16 september 1872 - 1898           | Albert Wiers van der Deure            | 23 januari 1816 - 9 november 1899   |                    | Mocht een gedeelte van zijn ambtsperiode met toestemming van Koning Willem III buiten zijn standplaats, in Hoorn, wonen. |
| 29 november 1898 - september 1906  | Jongejan Winkel                       | 3 juni 1853 - 18 december 1919      |                    | Kleinzoon van Pieter Winkel. Aansluitend burgemeester van Medemblik. Later dijkgraaf van de Vier Noorder Koggen (1910-1916) en lid van Provinciale Staten van Noord-Holland (1910-1919). |
| 6 november 1906 - 1 mei 1918       | Jan Zeilemaker                        | 25 maart 1856 - 23 maart 1947       |                    | |
| 10 juli 1918 - 16 januari 1920     | Pieter (P.C.A.M.) Wap                 | 3 juli 1866 - 22 januari 1945       |                    | Volledige naam: Petrus Carolus Aloysius Maria Wap. Aansluitend burgemeester van Zoeterwoude. |
| 1 april 1920 - 5 mei 1922          | Dominique (D.J.M.) van Gent           | 20 augustus 1889 - 10 februari 1981 |                    | Volledige naam: Dominicus Josephus Maria van Gent. Aansluitend burgemeester van Schipluiden. |
| 12 juli 1922 - 6 augustus 1956     | Jan (J.) Wiering                      |                                     |                    | Volledige naam: Johannes Wiering. Sinds 10 september 1930 tevens burgemeester van Zwaag. |
| 7 augustus 1956 - 31 december 1978 | Ben (B.J.) Kalb                       | 10 januari 1918 - 24 april 2002     | CDA                | In dezelfde periode tevens burgemeester van Zwaag. |